# Mercedes-Benz W100
La sigla W100 identifica una limousine di gran lusso prodotta dalla tedesca Mercedes-Benz tra il 1963 ed il 1981 e commercializzata col nome di Mercedes 600.

## Profilo e caratteristiche
La Mercedes-Benz 600 fu concepita con lo scopo di rientrare nel settore delle auto di gran lusso, come era accaduto anche prima della Seconda guerra mondiale, quando in Germania tenevano banco modelli come la 770K. E quest'ultimo è da considerarsi una delle antenate della 600, dal momento che erano auto pensate per contrapporsi ai vari modelli Bentley e Rolls-Royce. Anche la Typ 300, sebbene assai esclusiva, ma di classe inferiore, può essere ritenuta una delle antenate della 600 in quanto negli anni cinquanta del XX secolo era l'unica Mercedes-Benz di rappresentanza disponibile per capi di Stato, sovrani e capitani d'industria.
Presentata nel 1963 al Salone dell'automobile di Francoforte, la 600 era stata studiata soprattutto per questo genere di clientela, che probabilmente riteneva "insufficiente" la già ricchissima 300SEL W112. Ma la genesi dell'enorme vettura risale a quattro anni prima, quando cominciarono a circolare i primi disegni della futura iper ammiraglia della Casa di Stoccarda. Tali disegni, firmati da Paul Bracq, proponevano inizialmente un corpo vettura con le pinne nella coda, un po' come era stato per la serie Heckflosse ed in svariate vetture americane che ne hanno lanciato la moda. Ma l'idea venne scartata a priori e ci si orientò verso un corpo vettura più squadrato ed europeo.
La 600 era disponibile in tre varianti:
- Limousine (con 5 posti, 4 porte e passo di 320 cm);
- Pullman (4 o 6 porte e passo di 390 cm);
- Landaulet (4 o 6 porte, passo della Pullman e parte posteriore apribile), pensata principalmente per capi di Stato e sovrani che la utilizzavano nelle parate.

Oltre a queste tre versioni "standard", Mercedes-Benz nel 1965 costruì per il Papa Paolo VI, una speciale versione della Landaulet a passo lungo e a 4 porte, che si distinse per le porte posteriori di dimensioni maggiori, per favorire l'accesso a bordo di Sua Santità e dei suoi ospiti.
Un'altra "fuoriserie" si può considerare la Landaulet, prodotta in un solo esemplare per il Conte ed ex pilota Philip Constantin Graf Von Berckheim: era una quattro porte a passo corto con la capote apribile.
Questa vettura associa la maneggevolezza della versione corta alla marcia a cielo aperto che è tipica delle Landaulet, che solitamente venivano prodotte esclusivamente a passo lungo; questo esemplare fu prodotto nel 1967.
Successivamente furono costruiti anche due esemplari di W100 coupé, uno dei quali appartenuto a Fritz Nallinger, ingegnere della stessa Mercedes-Benz.
Pensata per dare un comfort totale, la 600 era famosa per un sofisticato circuito idraulico che interessava il servosterzo, il cambio automatico (a 4 rapporti), i 4 freni a disco e, persino, i servizi di bordo (ad esempio, la regolazione del volante e gli alzacristalli automatici erano idraulici, anziché elettrici). La complessa rete di tubi in grado di asservire a ciò venne studiata e realizzata appositamente per resistere a pressioni idrauliche di 150 atmosfere.
Erano invece di tipo pneumatico le sospensioni, a ruote indipendenti con trapezi all'avantreno, semiassi oscillanti con articolazione unica al retrotreno e su entrambi gli assi, appunto, i cuscinetti di tipo pneumatico già introdotti sulle W112 e che nel caso della 600 sono regolabili. Tali cuscinetti venivano gonfiati d'aria grazie ad un compressore che prendeva l'aria dall'esterno. Il compressore alimentava anche le trombe pneumatiche del clacson, tuttora considerato il clacson più potente mai montato su un'auto di serie. Di tipo idraulico erano invece gli ammortizzatori, la cui rigidità poteva essere regolata tramite un comando posto sul cruscotto. Tali dispositivi garantivano un comportamento stradale di prim'ordine in ogni condizione, degno di una vettura di un tale livello di eccellenza.
La 600 montava il motore V8 M100 da 6.332 cm³ a iniezione meccanica Bosch, in grado di erogare 250 CV. Tale motore garantiva buone prestazioni (fra i 200 ed i 210 km/h a seconda delle carrozzerie) nel comfort più totale, comfort garantito anche dal già citato cambio automatico. Le sue prestazioni si possono considerare al vertice per l'epoca e facevano della 600 una delle vetture più complete dell'epoca. In pratica era in grado di offrire il meglio in termini di funzionalità, sicurezza, robustezza, affidabilità e prestazioni.
L'interno della 600 era stato concepito per offrire letteralmente il massimo possibile sotto il profilo di comodità e lusso: dal sofisticato impianto di aria condizionata agli svariati servomeccanismi (tutti idraulici). L'allestimento interno poteva essere, comunque, personalizzato a piacere dal cliente. Fra i vari optional figuravano tra gli altri: il mobile bar, il frigo, il televisore, il divisorio tra comparto autista e comparto passeggeri, il tavolino da picnic estraibile, il tetto apribile (anteriore o posteriore), il telefono e perfino un bracciolo apribile che conteneva un rasoio elettrico.
Non subì variazioni rilevanti per tutti gli anni di produzione, periodo nel quale fu molto apprezzata, dato che ne furono costruiti 2677 esemplari (2190 Limousine, 304 Pullman a quattro porte, 124 Pullman a sei porte e 59 Landaulet). I primi dieci anni di produzione furono quelli che diedero il meglio sul piano commerciale. In seguito, la crisi petrolifera d'inizio anni settanta fece calare drasticamente la domanda di questo modello, tale da sospenderne la commercializzazione nella maggior parte dei mercati, tranne alcuni molto particolari, come quello degli Emirati Arabi, dove la vendita è continuata fino al 1981 (l'ultimo esemplare infatti è uscito dalla catena di montaggio il 10 giugno 1981).
Per oltre vent'anni dalla cessazione della produzione della 600, il gruppo Daimler-Benz non ha prodotto altre vetture di questo tipo. Bisognerà arrivare al 2002, anno di presentazione della Maybach W240. Però va detto che nel 1990 la Classe S W140 era stata proposta anche in versione "Pullman", una limousine 4 porte e a 6/7 posti. Nel 2001 anche la successiva Classe S W220 fu proposta in questa veste così come la W221 nel 2010, ma come abbiamo detto fu con il marchio Maybach, di proprietà della Daimler-Benz, che fu realizzata l'erede spirituale della storica 600 W100.